# 新安街道 (安顺市)
新安街道是中华人民共和国贵州省安顺市西秀区下辖的一个街道办事处。

## 行政区划
新安街道下辖以下村级行政区划单位：
彩虹社区、麒麟村社区、安大厂社区、永虹村、董家庄村、后山村、新哨村、马军屯村、东门庄村、核山村。